# Diplycosia scabrida
Diplycosia scabrida är en ljungväxtart som beskrevs av Odoardo Beccari. Diplycosia scabrida ingår i släktet Diplycosia och familjen ljungväxter. Inga underarter finns listade i Catalogue of Life.